# ズールゼー-トリーンゲン鉄道
ズールゼー-トリーンゲン鉄道 (独: Sursee-Triengen-Bahn、ST) はスイスの鉄道会社である。路線延長はわずか 8.9 キロメートルで、スイス連邦鉄道と接続するズールゼーとトリーンゲンを結んでいる。1912年11月23日に非電化・蒸気機関車牽引で開通し、1965年に小型ディーゼル機関車を購入したものの、現在まで非電化のまま営業している。

## 蒸気機関車
小型蒸気機関車 E2/2 1 と 2 を導入して開業し、1917年に蒸気動車FZm 1/2 11が増備された。FZm 1/2 11は郵便・手荷物合造のユニークな車両であった。1961年から1963年にかけて、この3両は老朽化のためスイス連邦鉄道から導入した中古のE3/3形蒸気機関車で置き換えられた。さらに E3/3 3 (旧 E3/3 8477) と E3/3 4 (旧 E3/3 8488) は、後に E3/3 5 (旧 E3/3 8479) と E3/3 8522 に置き換えられた。1960年から1964年の間には、フットヴィル連合鉄道 (現 ミッテルラント地域交通) からリースされた路面電車タイプの Ed 2/2 を運行していた。E3/3 5 と E3/3 8522 は新しいディーゼル機関車を導入する代わりに保存された。

## 延伸計画
ズーレ渓谷に鉄道を通すことについて、さまざまな計画が立てられ長い議論が行われてきた。これには路線長10.18キロメートルのメーターゲージ路線であるヴィネンタル-ズーレンタル鉄道アーラウ-シェーフトラント線やメーターゲージの新線であるシェーフトラント-トリーンゲン線、電化を含めたズールゼー-トリーンゲン鉄道の3線軌条化が含まれる。電化すればメーターゲージの車両がアーラウからズールゼーまで直通できたであろう。貨物輸送はブレムガルテン-ディエティコン鉄道のヴォーレン-ブレムガルテン間と同じように、標準軌で接続されていた。しかし、新たな鉄道を建設するような時節ではなく、トリーンゲンとシェーフトラントが別の州であったこともあって、建設されないまま終わった。1971年9月25日にはズールゼー-トリーンゲン鉄道が定期旅客輸送を廃止し、代わりにバスのズールゼー-トリーンゲン-シェーフトラント線が新設されてヴィネンタル-ズーレンタル鉄道に接続するようになった。 

## 現在
旅客輸送廃止後も貨物輸送は継続し、1976年にはスイス連邦鉄道からTm IV型ディーゼル機関車が入線した。 スイスでノスタルジーブームが起きたとき、ズールゼー-トリーンゲン鉄道は E3/3 8522 をベルンの蒸気機関車クラブにオーバーホールに出した。その後、ズールゼー-トリーンゲン鉄道は保存していた古い客車を使って観光用の蒸気機関車列車を運転するようになった。保存車両のうち E3/3 8522 は第二次世界大戦中に石炭の入手難に対応するため電気式蒸気機関車に改造された2両のうちの1両であったが、終戦により石炭の供給が再開されると、役目を終えたパンタグラフと電気ヒーターは撤去された。 
1999年の鉄道法改正の後、SBBカーゴは貨物列車を目的地まで直通運転することとし、ズールゼー-トリーンゲン鉄道からTm IV型ディーゼル機関車を引き継いだため、現在のズールゼー-トリーンゲン鉄道は鉄道施設の保有と蒸気機関車列車の運転を行う会社になっている。 

## 将来
2009年5月に、ズールゼー・トリーンゲン鉄道とチューリッヒ工科大学が委託した旅客輸送再開とシェーフトラントへの延伸に関するフィジビリティスタディの結果が発表された。しかしトリーンゲンの行政は鉄道よりも自動車の方が便がよいこと、見込まれる赤字を負担する余裕がないことから、旅客輸送の再開に反対している。